# Villa Piovene
Villa Piovene Porto Godi a Lonedo di Lugo di Vicenza è una villa veneta del Cinquecento, per la quale si è ipotizzato un intervento dell'architetto Andrea Palladio nel 1539 circa, con interventi successivi di Francesco Muttoni. È stata inserita nel 1996 nella lista dei patrimoni dell'umanità dell'UNESCO, assieme alle altre ville palladiane del Veneto.

## Storia
Villa Piovene, costruita a partire dal 1539 - 1540, nell'immediata prossimità (a 200 metri) di villa Godi Malinverni, è un progetto concorrente di quest'ultimo. Un certo antagonismo e la concorrenza tra le due famiglie Piovene e Godi infatti stimolò l'ambizione di Battista Piovene in tal senso, anche se il committente è probabilmente suo figlio Tommaso.
Sono più i dubbi che le certezze in merito al coinvolgimento di Palladio nella realizzazione di quest'opera. Innanzi tutto l'edificio non risulta inserito nei Quattro libri dell'architettura pubblicati da Palladio nel 1570, anche se tale esclusione avviene per altre ville certamente autografe come villa Gazzotti o villa Valmarana a Vigardolo. Ma sono soprattutto le caratteristiche dell'edificio a destare le maggiori perplessità: la planimetria è poco significativa, le finestre forano il prospetto senza un particolare ordine, il pronao si innesta con durezza sul corpo dell'edificio.
Sicuramente la villa è frutto di almeno tre campagne di lavori: i documenti certificano la presenza di una casa dominicale più piccola dell'attuale certamente realizzata entro il 1541, la quale viene ingrandita in un secondo tempo con l'inserimento del pronao, che reca incisa la data 1587. Infine, nella prima metà del Settecento, l'architetto Francesco Muttoni costruisce le attuali barchesse laterali, sistema il giardino e probabilmente realizza la scala a doppia rampa che conduce alla loggia. La scenografica scalinata che dà accesso alla villa viene invece realizzata alcuni anni prima, con il bel cancello del 1703, di cui sono particolarmente rilevanti le statue e i ferri battuti pregiati.

### La rivalità tra le famiglie Godi e Piovene
Le famiglie Godi e Piovene, entrambe esponenti della nobiltà vicentina, furono le più importanti dell'area e per questo impegnate in una continua rivalità. Erano fondamentalmente le uniche a possedere terreni e gli affitti del comprensorio, la cui spartizione inaspriva i conflitti già presenti da generazioni, senza mai arrivare a un'intesa concreta. Il conflitto tra le due famiglie arrivò al culmine quando Tomaso Piovene decise di acquistare due segherie pretendendone la tassazione, che secondo i Godi spettava a loro, in nome di un accordo del 1533. Dopo questo evento la controversia assunse toni sempre più accesi, tanto che nel 1577 il conte Orazio Godi irruppe nella dimora dei Piovene e, trovato Fabio Piovene nascosto in un armadio, lo fece uccidere dai suoi a colpi di pugnale. La vicenda fu sottoposta al giudizio del rettore veneziano, che condannò il conte Godi ad essere giustiziato ed espropriato di tutti i suoi beni. Il conte però riuscì a scappare e passò la sua vita in esilio, al servizio dei Savoia. La leggenda vuole che fu la volontà di rivaleggiare su questo episodio a spingere la famiglia Piovene a commissionare la costruzione della Villa, servendosi delle stesse maestranze che avevano lavorato alla vicina Villa Godi.

### La struttura
La villa è a pianta rettangolare e il tetto è a padiglione. La struttura comprende il sottotetto e due piani vivibili. Il fronte principale vede la presenza di un pronao ionico esastilo, molto grande, concluso dal timpano su cui vi è lo stemma nobiliare coronato da statue. La disposizione è verso sud. Per accedere ai locali al pianterreno vi è una scala a doppia rampa convergente, che culmina con una porta centinata. Sulla parete frontale si possono osservare alcune finestre accoppiate ed alcune isolate, la cui distanza tra una coppia e una singola è diversa nei due settori della facciata con una conseguente leggera asimmetria. Questo perché nella parte destra tra una coppia di finestre e la singola vi sono stati inseriti i camini, le cui canne fumarie si possono vedere oltre la cornice di gronda. Di particolare interesse storico e architettonico è il soffitto a travature della stanza nord-est e il rispettivo caminetto, di tipico gusto palladiano. I porticati delle barchesse presentano colonne doriche e si concludono in attico con oculi ellittici.

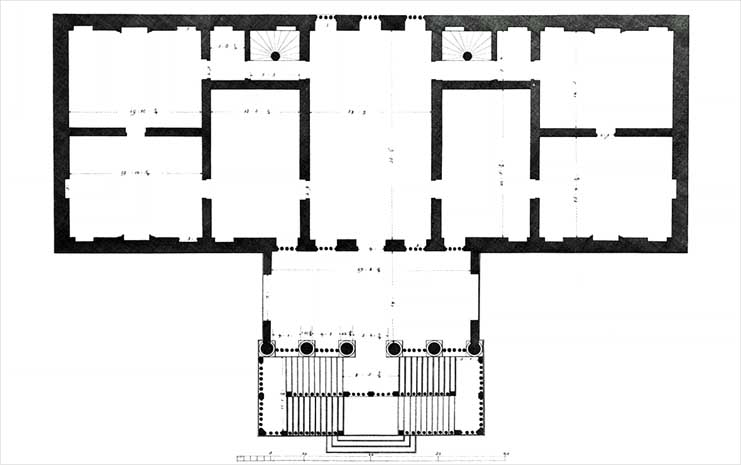
Pianta (Ottavio Bertotti Scamozzi, 1778)
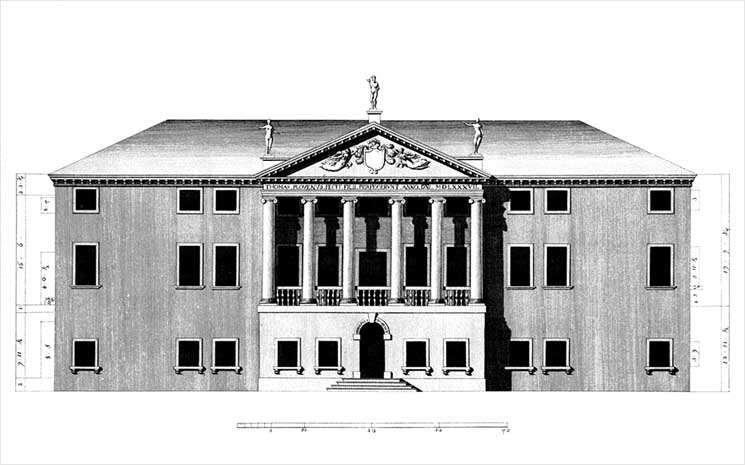
Prospetto (Ottavio Bertotti Scamozzi, 1778)

### Il parco della villa e il giardino
La villa dispone di un ampio giardino all'italiana e di un parco all'inglese in cui si trovano maestosi viali, grotte e i cedri del Libano secolari. Il parco di gusto romantico è stato disegnato a inizio dell’Ottocento da Antonio Piovene, e fuori dal recinto della villa si trova anche l’oratorio privato di San Girolamo, del 1496, che si sviluppa in un'unica navata e presenta le capriate del soffitto decorate con motivi floreali. Nel parco si trova un mestoso viale di tigli, anfratti carsici, viottoli che si perdono nel verde e diversi alberi secolari.
Villa Piovene si trova sul colle di Lonedo, con alle spalle i monti vicentini. Sul versante collinare vi sono quattro terrazze al cui centro corre una scala incorniciata da statue che da un lato conduce all'ingresso della villa e dall'altro si conclude con una sontuosa cancellata in ferro battuto di gusto settecentesco. Le terrazze sono tenute per lo più a prato, a parte una che conserva l'impostazione originale a parterre. All'interno delle terrazze vi sono numerose aiuole fiorite e cespugli di rose, in particolare di queste ultime vi si trovano varietà antiche e rare, dal bianco al rosso fino all'arancione acceso.
Le statue che abbelliscono il parco sono di gusto classico e rappresentano soggetti antropomorfi probabilmente legati alla mitologia, sono state attribuite allo scultore vicentino Orazio Marinali.